# Warffum
Warffum (Gronings: Waarvum) is een dorp en voormalige gemeente (tot 1990)  in het noorden van de Nederlandse provincie Groningen. Het behoort tot de gemeente Het Hogeland. Op 1 januari 2023 telde het dorp 2.190 inwoners.

## Geschiedenis

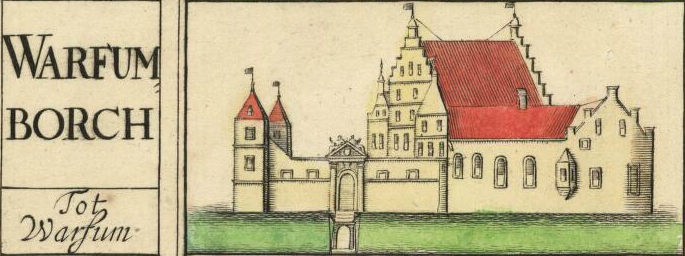
De Asingaborg of Warffumborg op de kaart van Willem en Frederik Coenders van Helpen (1678). Gesloopt rond 1700.

Wanneer Warffum is ontstaan is niet precies bekend, maar de oudste vermelding van de naam is te vinden in de vita van de prediker Liudger (744 - 809). In de Middeleeuwen lag ten zuidoosten van Warffum de gelijknamige Johannieter commanderij Warffum. De twee Maltezer kruisen in het wapen van Warffum verwijzen naar dit klooster (zie ook de kloosterkaart Groningen). In maart 1535 werd een poging gedaan om de commanderij aan te vallen door een legertje van 70 wederdopers onder leiding van Jacob Kremer. Een leger van de stadhouder van Groningen Karel van Gelre wist hen echter tegen te houden en 30 van hen gevangen te nemen op het kerkhof van de kerk van Warffum. Kremer werd vervolgens in de stad Groningen terechtgesteld.
De naam Warffum lijkt afgeleid te zijn van de woorden warf en heem. Warf is een oud Fries woord voor een volksvergadering waar recht werd gesproken. Heem is afkomstig van het Germaanse woord “ haima “, wat woning betekent. Het zwaard in het wapen van Warffum is een verwijzing naar deze plaats waar recht werd gesproken. Soms werd de naam Warffum vroeger ook wel met één 'f' gespeld, namelijk als Warfum. In de zestiende eeuw werden het dorp en de parochie ook wel Warffumerburen (Warffmer buiren) genoemd, ter onderscheiding van het Warffumerklooster.
Het dorp kende enkele voorname families, waaronder het geslacht Sickinghe.
Op 22 mei 1962 schreef Warffum geschiedenis doordat hier de laatste handbediende telefooncentrale werd gesloten. De automatisering van het Nederlandse telefoonnet was daarmee voltooid. Dit feit werd ook gevierd door de uitgifte van drie postzegels; de naam Warffum komt hierop overigens niet voor.

## Ligging en bezienswaardigheden

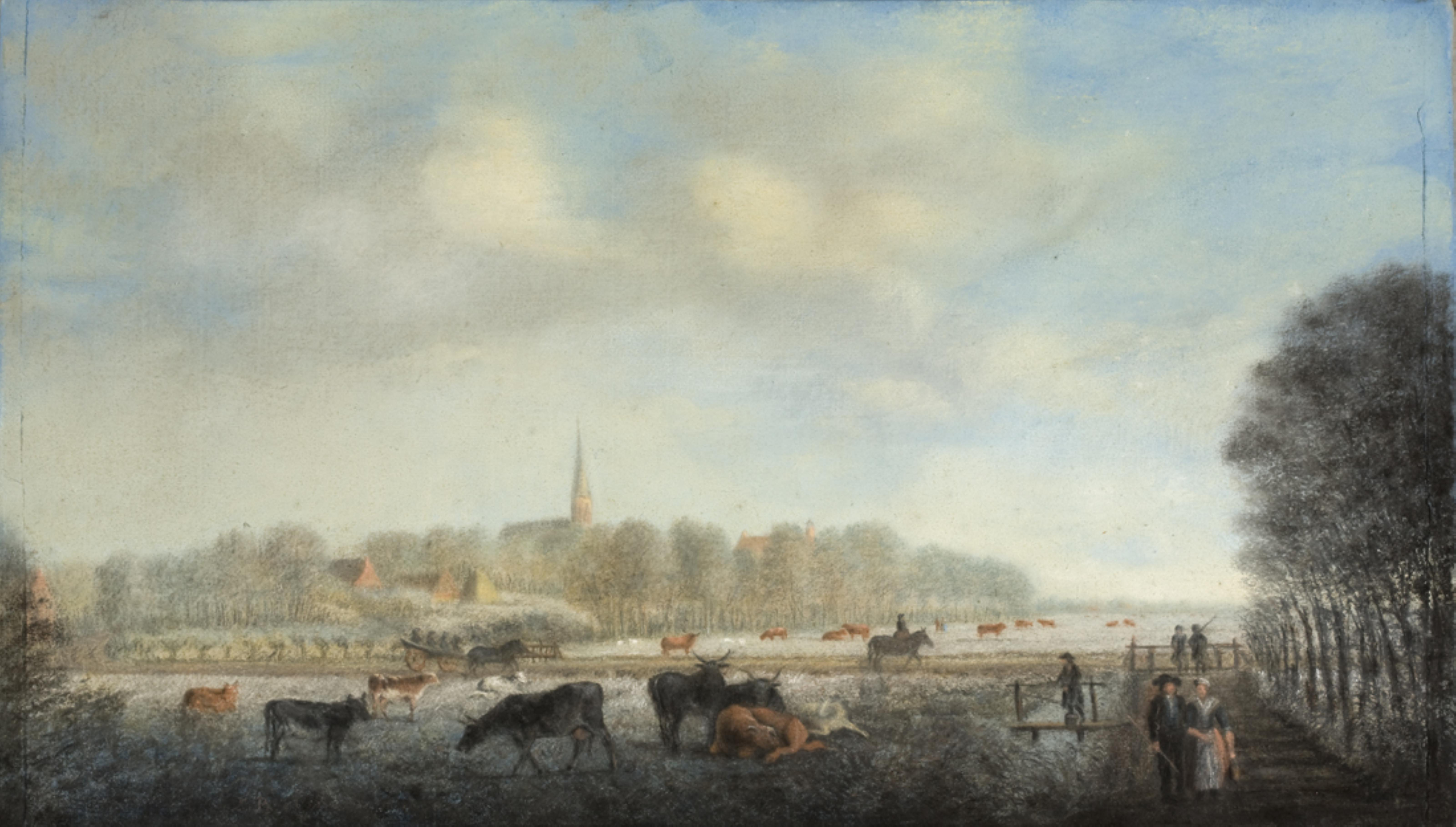
Gezicht op Warffum vanuit het noorden met in het midden de kerk (Lambertus Beckeringh, ca. 1760)

### Algemene kenschets
Warffum is met een oorspronkelijke grootte van 16 hectare de qua omvang grootste wierde van Nederland en met een hoogte van 5,75 meter ook een van de hoogste van Groningen. De wierde is een beschermd dorpsgezicht. Het dorp bezit een klein openluchtmuseum, genaamd Het Hoogeland, waarvan de huizen deel uitmaken van het dorp. Zo is een helft van een huis te bezichtigen, terwijl de andere helft wordt bewoond. Op het terrein staat ook Molen De David, het kleinste zaagmolentje van Nederland.

### Ligging en bereikbaarheid
Ten zuiden van Warffum ligt het kanaal het Warffumermaar. Ten noorden verbindt het Polderdiep het dorp met het Noordpolderkanaal of Noordpoldervaart bij de Noordpolder. In het Polderdiep ligt een (voormalige) schutsluis, het Warffumerverlaat, en een keersluis genaamd de Klief of de Wachter. Warffum is over de weg onder meer bereikbaar via de Provinciale weg 363 en heeft een treinstation aan de spoorlijn van Groningen naar Eemshaven, waar een uniek voor Nederland ondergronds relaishuis van ProRail ligt.

### Bezienswaardigheden
Op de wierde van het dorp bevindt zich de middeleeuwse hervormde kerk van Warffum; deze kerk is in baksteen verhoogd in de tweede helft van de 16e eeuw. In de 19e eeuw zijn schip en koor van de kerk gepleisterd in neogotische trant, naar een ontwerp van de architect Nicolaas Willem Lit.
Net buiten Warffum staat de Breedenborg in het gehucht Breede. Daar bevinden zich ook enkele recreatieve voorzieningen van Warffum (zwembad, camping en tennisbanen).
In 1868 werd in Warffum de eerste Rijks-HBS op het platteland opgericht. Deze HBS zou de voorganger zijn van het huidige Het Hogeland College (HHC). Deze scholengemeenschap (de noordelijkste van het Nederlandse vasteland) heeft ongeveer 1250 leerlingen verspreid over 3 locaties, waarvan de hoofdlocatie (havo/vwo) met haar 650 leerlingen in Warffum is gevestigd. De andere locaties van het HHC (beide vmbo) zijn in Wehe-den Hoorn en Uithuizen.

### Cultuur en evenementen
Jaarlijks wordt in Warffum een internationaal (volks-)dansfestival gehouden: Op Roakeldais.

## Galerij

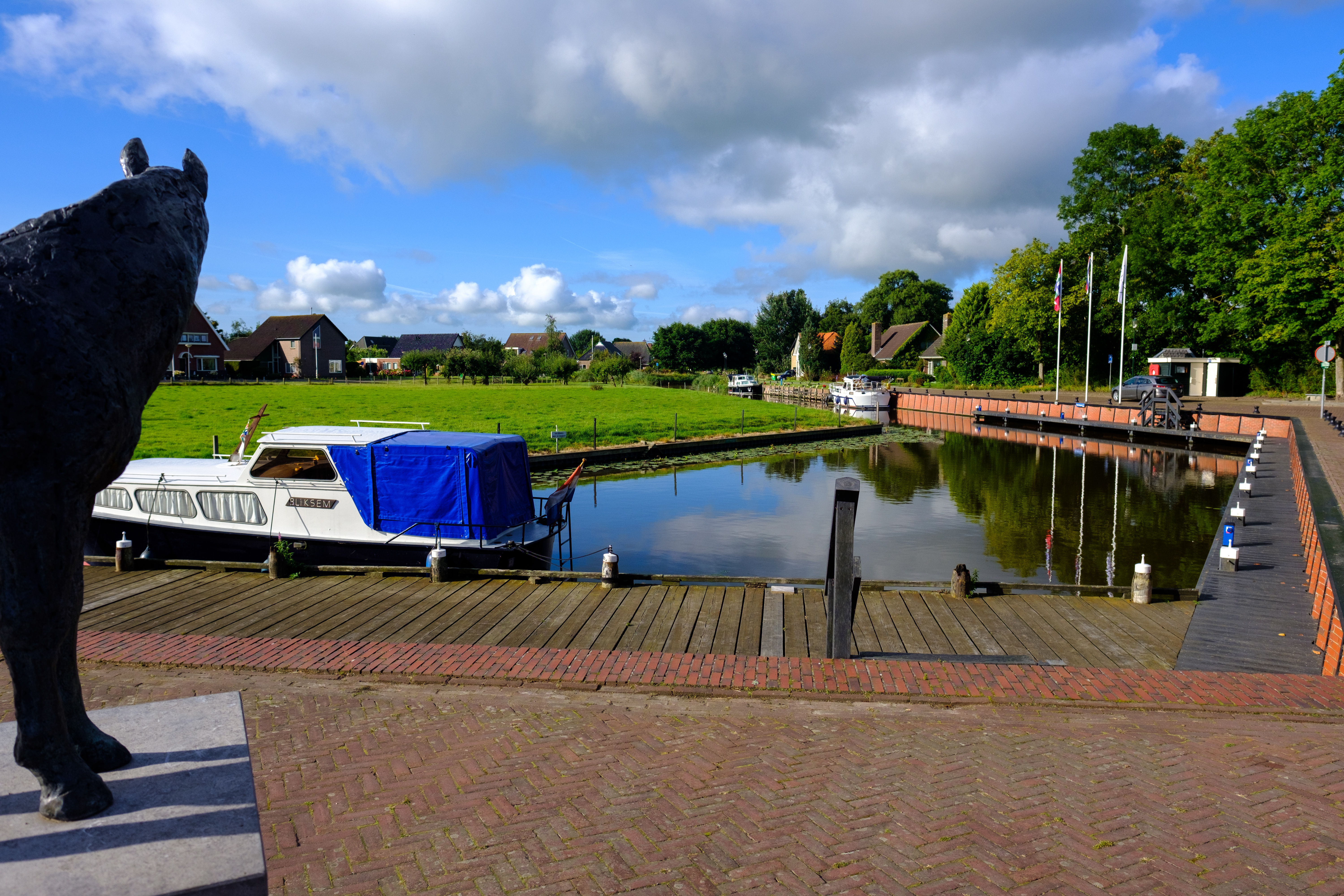
Het haventje van Warffum
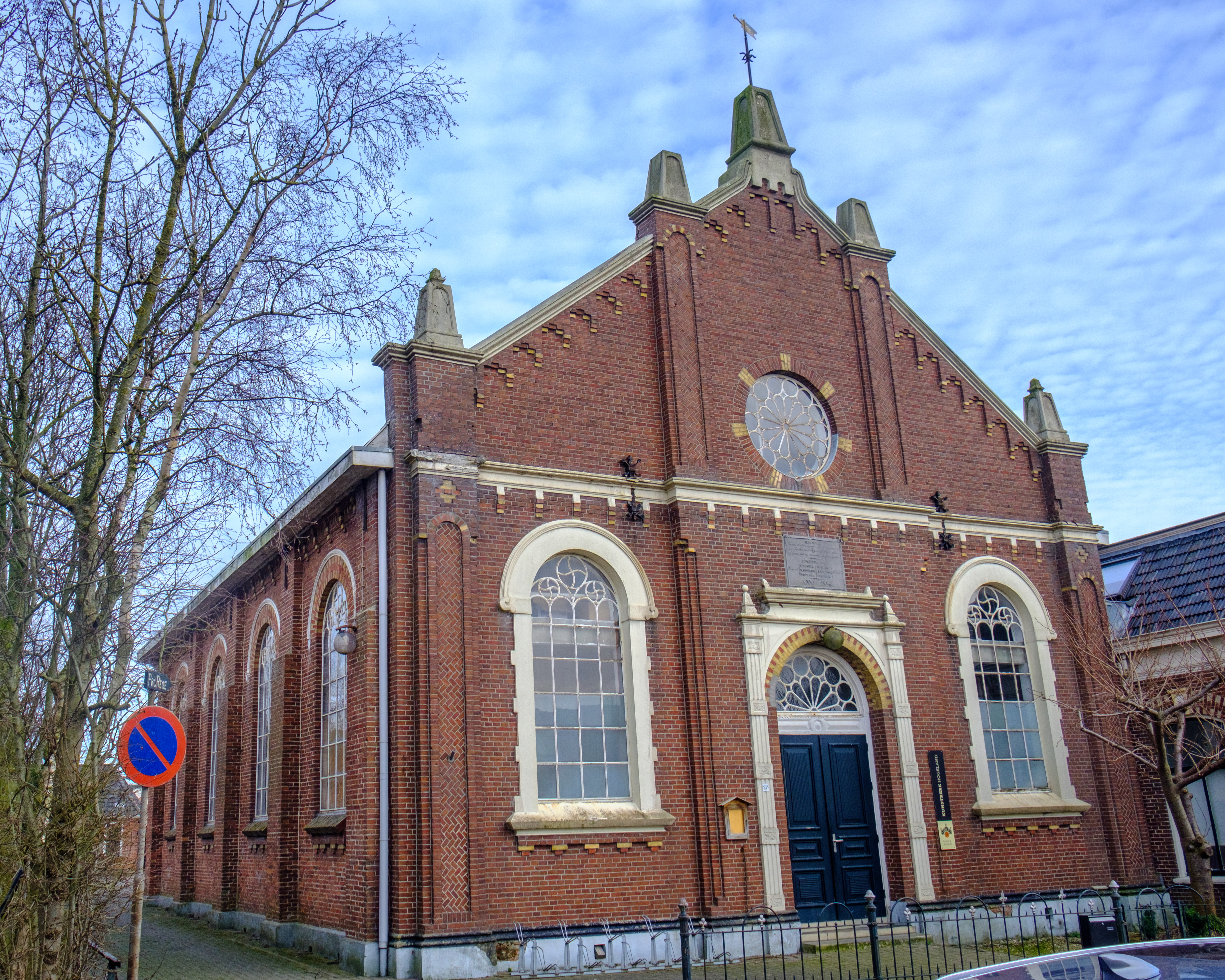
Gereformeerde kerk uit 1886. Gesloten in 2019.
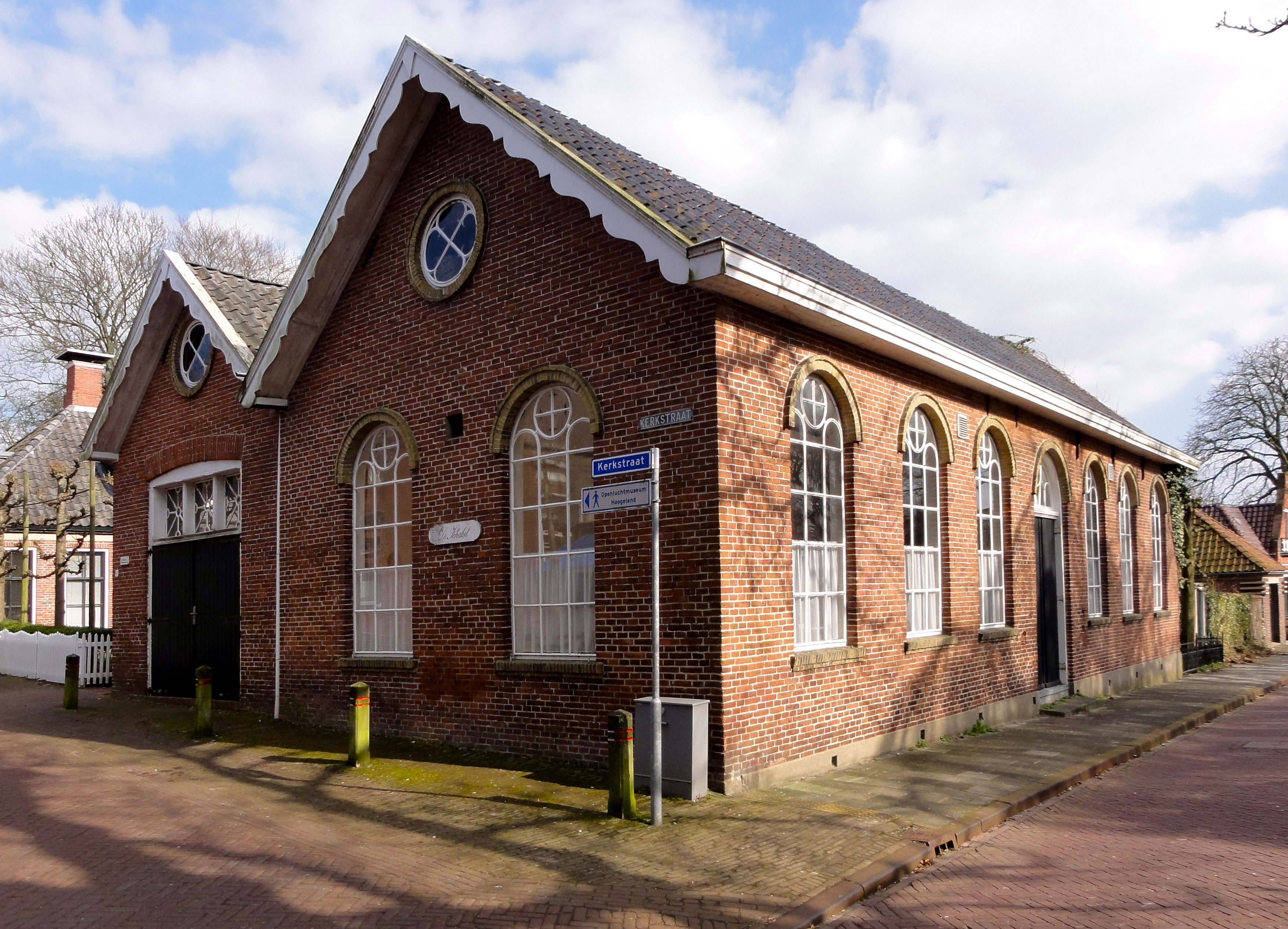
Voormalig hervormd catechisatielokaal De Schakel uit ca. 1840
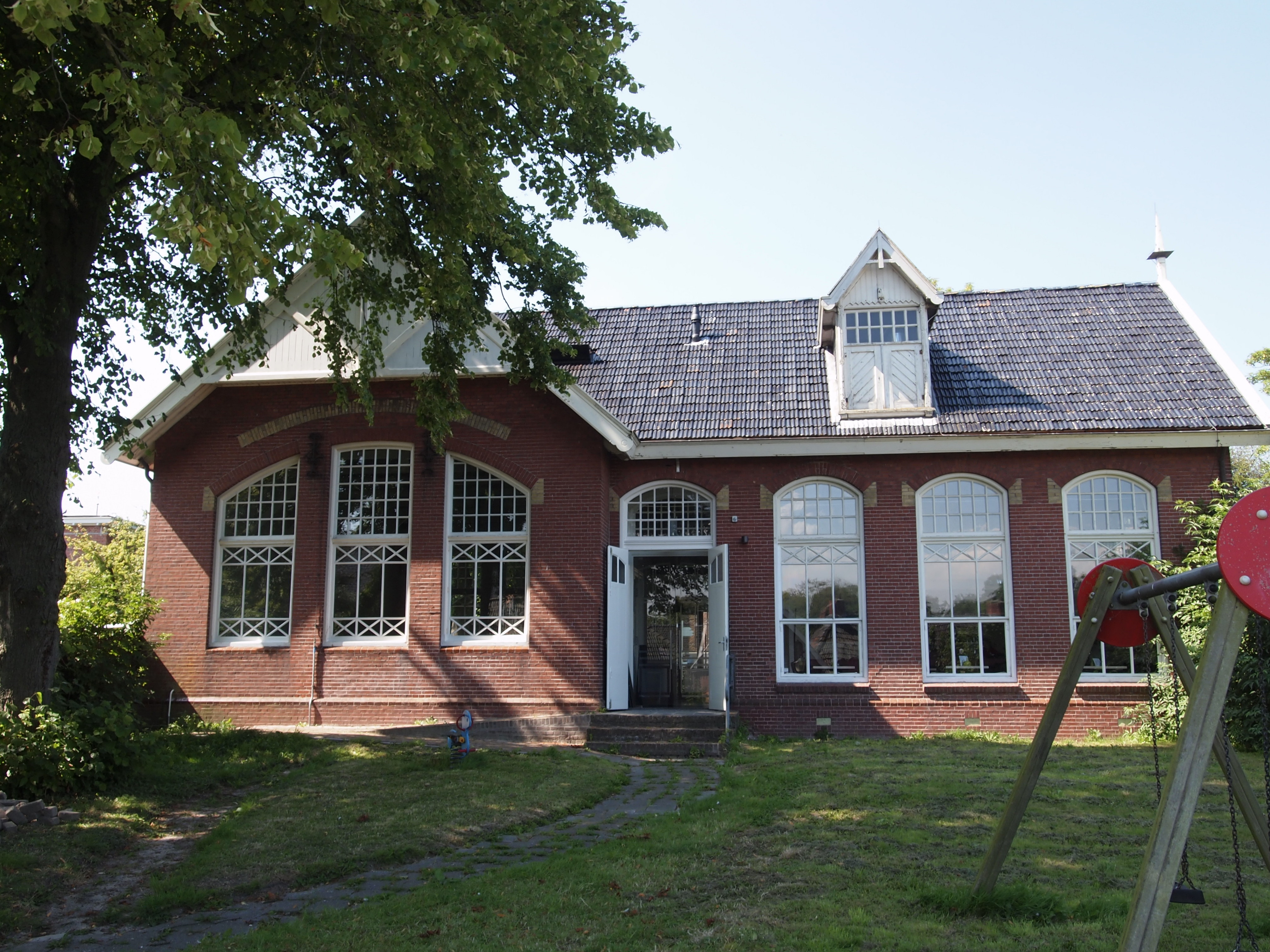
Kleuterschool met gymnastieklokaal uit 1903. Ontworpen door Gerrit Nijhuis in een stijl die doet denken aan de Chaletstijl. Onderdeel van het openluchtmuseum.
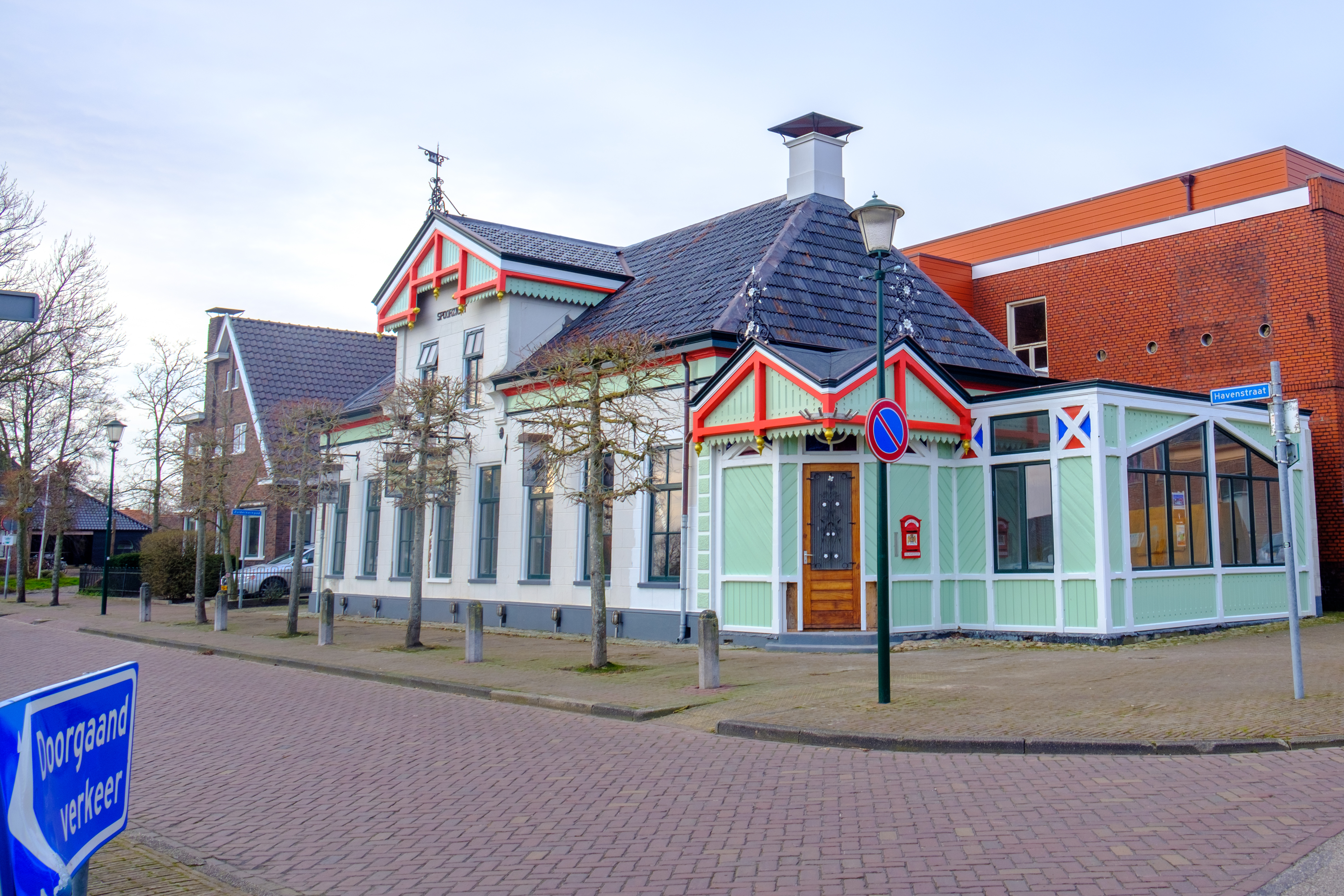
Voormalig Hotel Spoorzicht uit 1826
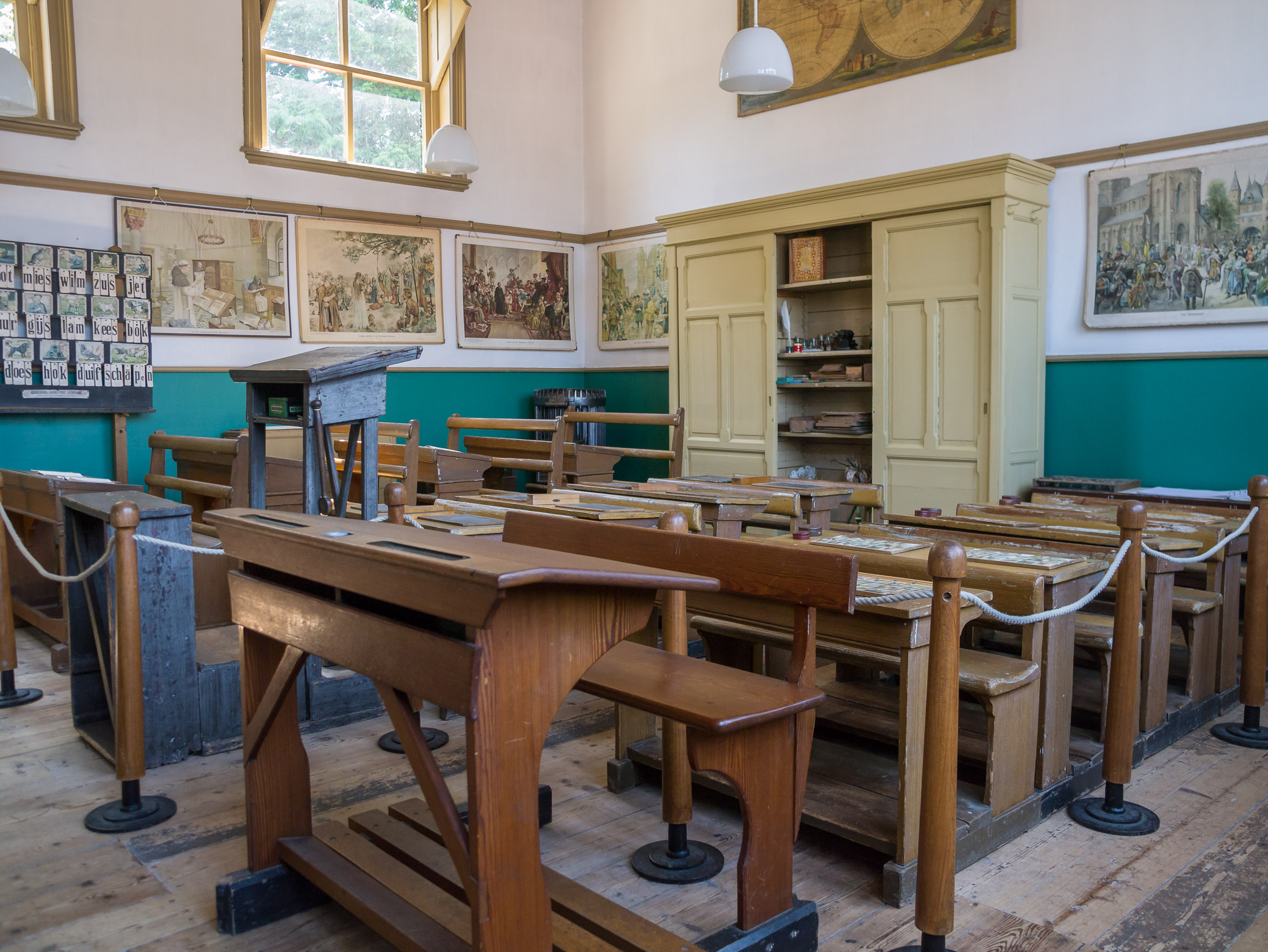
Schooltje in Openluchtmuseum Het Hoogeland. Gevestigd in een openbare lagere school uit 1887.
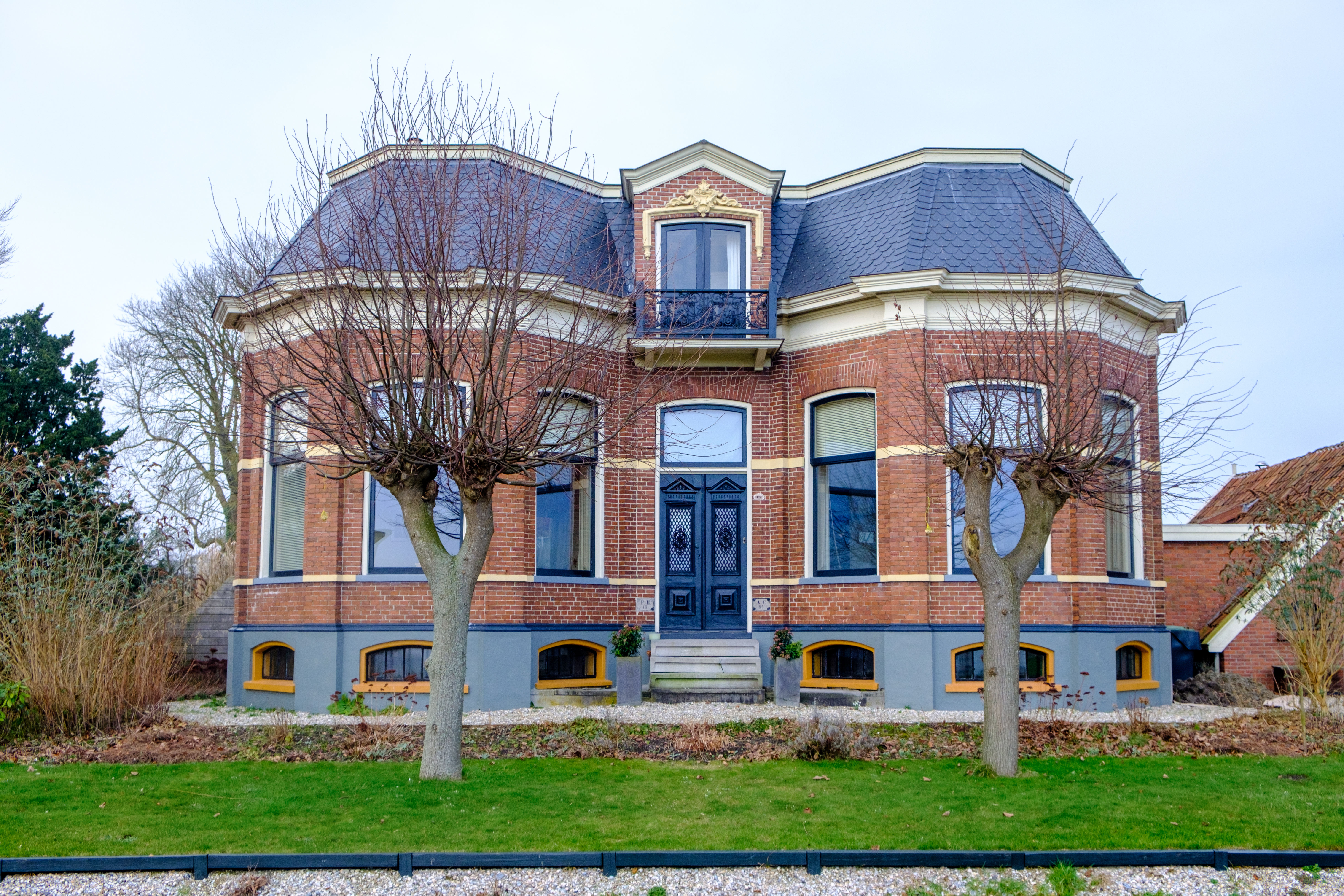
Geboortehuis Ede Staal aan de Stationsweg
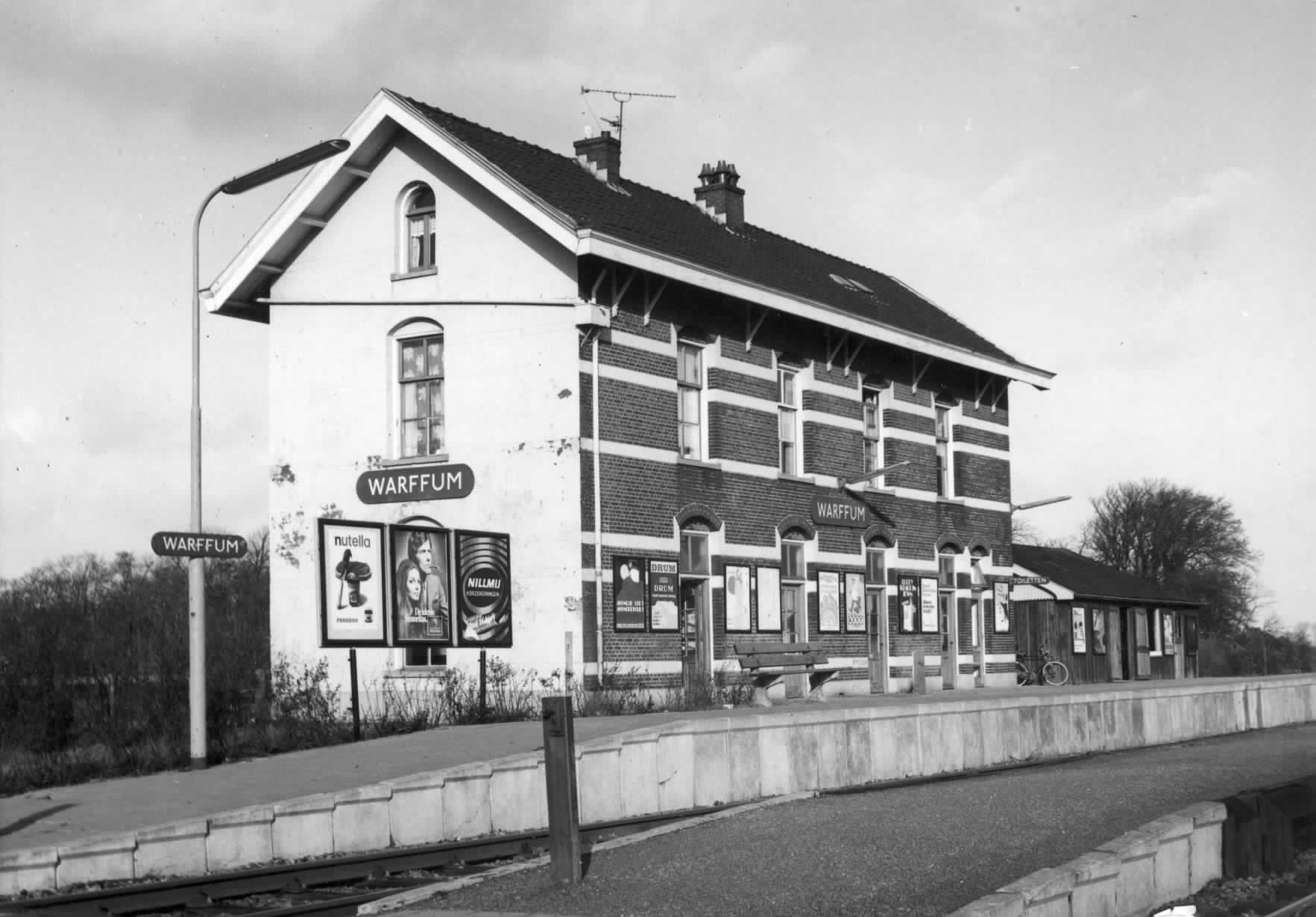
Het stationsgebouw van Warffum in 1970. Een jaar later werd het afgebroken.
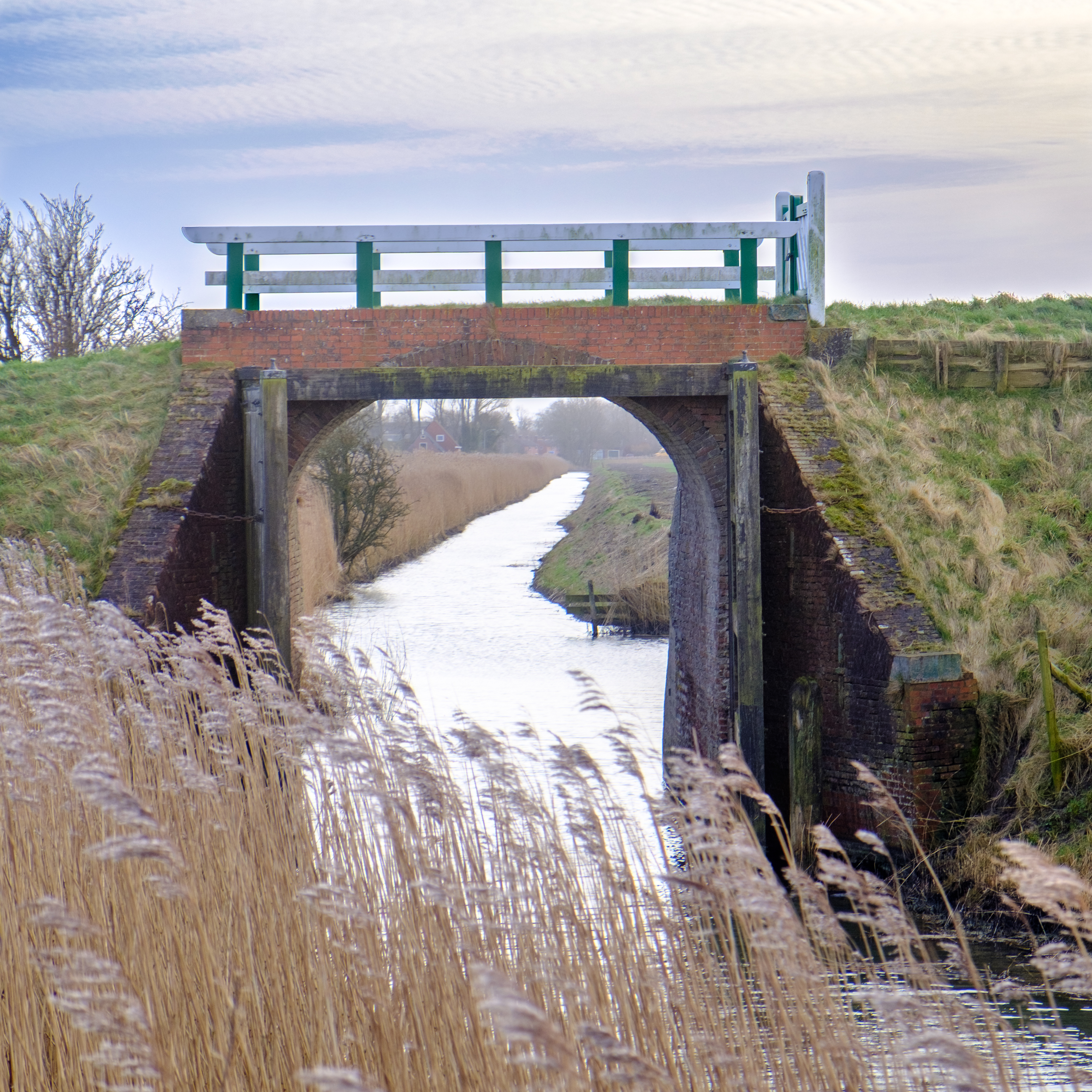
Voormalige keersluis De Klief (officieel: de Wachter) uit 1826 in de Middendijk boven het Polderdiep ten noorden van Warffum.

## Geboren in Warffum
- Abel Eppo van Bolhuis (1676-1739), advocaat, rechter en regent
- Krijn Jacobs Ritzema (1777-1860), burgemeester van Warffum
- Jan Bolhuis van Zeeburgh (1836-1880), historicus
- Wiebe Hindrik Bosgra (1861-1944), onderwijzer, locoburgemeester en wethouder
- H.J. Bulthuis (1865-1945), esperantist, romanschrijver en vertaler
- Willem Zwart (1867-1947), kunstschilder en lithograaf
- Jo de Cock Rouaan (1870-1946), Nederlands biljarter
- Willem Reinders (1874-1949), ingenieur, hoogleraar en rector magnificus
- Marten Toonder sr. (1879-1965), gezagvoerder ter koopvaardij en vader van Marten Toonder en Jan Gerhard Toonder
- Hendrik Jan van Braambeek (1880-1960), vakbondsbestuurder en sociaaldemocratisch politicus
- Jan Geerling (1890-1966), politicus van de SDAP en burgemeester van Usquert
- Ede Staal (1941-1986), componist, dichter en zanger

## Overleden in Warffum
- Johan Sickinghe (1576-1652), zeer invloedrijk landedelman en bestuurder, heer van de Warffumborg en hoofdeling te Warffum, Usquert en Zuidwolde
- Michiel van Bolhuis (1713-1764), advocaat, rechter en regent
- Jan van Bolhuis (1750-1803), rechter en regent
- Doje Pieters van Zeeburgh (1779-1820), burgemeester van Warffum
- Jan Arkema (1791-1863), burgemeester van Warffum en chirurgijn
- Rembertus Westerhoff (1801-1874), politicus, thorbeckiaans Tweede Kamerlid en huisarts
- Pieter François Leonard Plaat (1816-1885), burgemeester van Usquert en Warffum
- Albert Fongers (1841-1921), oprichter van fietsproducent Fongers
- Adam Klazes Bijlsma (1843-1915), burgemeester van Warffum
- Menno Wolthuis (1863-1928), organist, dirigent en componist
- Ekke Abel Kleima (1899-1958), schilder

## Voormalige gemeente
Tot 1990 was Warffum de hoofdplaats van een zelfstandige gemeente, waartoe ook het dorpje Breede en de Waddeneilanden Rottumeroog, Boschplaat en Zuiderduintjes behoorden. Bij de gemeentelijke herindeling van 1990 werd Warffum bij de gemeente Hefshuizen gevoegd, die twee jaar later werd hernoemd naar Eemsmond. Deze laatste gemeente ging per 1 januari 2019 op in de gemeente Het Hogeland.